# Despotado de Morea
El Despotado de Morea (en griego: Δεσποτάτο του Μορέως, romanizado: Despotâton toû Moréōs), también conocido como el Despotado de Mistrá (en griego: Δεσποτάτο του Μυστρά, romanizado: Despotâton toû Mystrâ), fue una entidad política griega autónoma dentro del Imperio bizantino. El despotado fue creado como un principado particular por el emperador Juan VI Cantacuceno para su hijo Manuel a finales de 1348 o comienzos de 1349. Sin embargo, la posterior guerra civil en Bizancio convirtió a Morea, bajo la dinastía Cantacuceno, en un estado de hecho independiente de Constantinopla. Posteriormente, en 1383, la dinastía Paleólogo, que gobernaba el Imperio bizantino, logró establecer su autoridad en la región, lo que hizo que el Despotado de Morea se vinculara más estrechamente con la política de Constantinopla.
Por lo general, el estado era gobernado por uno o varios hijos del emperador bizantino en funciones, quienes ostentaban el título de déspota. La capital de este estado autónomo era la bien fortificada ciudad de Mistrá, situada cerca de la antigua Esparta y considerada un importante centro de la cultura y el poder bizantinos durante los siglos XIV y XV.
Tras la caída de Constantinopla en 1453, el Despotado de Morea, junto con el Imperio de Trebisonda, permaneció como uno de los últimos estados griegos aún no incorporados al dominio otomano, hasta que fue conquistado por los turcos otomanos en 1460, un año antes que Trebisonda.

## Historia

### Antecedentes
Después de que los cruzados conquistaron Constantinopla en 1204, el Imperio bizantino se desintegró y su territorio se dividió entre nuevos estados controlados por griegos y latinos. En el sur de Grecia, los latinos establecieron el Principado de Acaya en el Peloponeso, bajo la Casa de Villehardouin, por lo que esta región permaneció en sus manos por más de medio siglo.
En 1259, tras ser derrotado y capturado por el emperador de Nicea, Miguel VIII Paleólogo, el príncipe Guillermo II de Villehardouin tuvo que ceder tres castillos importantes en el sur griego: Monemvasia, Maina y Mistrá. Este último, conquistado en 1262, se convirtió en un punto clave para los bizantinos, aunque inicialmente estuvo rodeado por territorios controlados por los latinos.
Al poco tiempo, muchos griegos de la cercana ciudad de Lacedemonia huyeron a Mistrá en busca de un gobierno más justo. Aunque los latinos intentaron retomar la ciudad mediante asedios, nunca lograron expulsar a los bizantinos. Lacedemonia, al perder a su población, fue finalmente abandonada, y no se volvió a levantar una ciudad en su lugar hasta la fundación de la actual Esparta en el siglo XIX.
Durante los años siguientes, los bizantinos recuperaron el valle de Esparta y consolidaron su control sobre la región. A pesar de amenazas externas de Nápoles y de los aqueos, el debilitamiento del Principado de Acaya permitió que los dominios bizantinos en el Peloponeso permanecieran seguros. Mistrá se transformó en la capital política y administrativa de la zona en reemplazo de Monemvasia como sede del gobernador provincial en 1289.

### Gobierno bajo la Casa de Cantacuceno
Durante el conflicto civil entre los emperadores bizantinos Juan V Paleólogo y Juan VI Cantacuceno, las posesiones bizantinas en el Peloponeso comenzaron a actuar con independencia y se separaron del control central. Al terminar la guerra, en 1349, Juan VI designó a su hijo menor, Manuel Cantacuceno, como déspota de Mistrá. Aunque nominalmente parte del Imperio, la distancia con Constantinopla permitió a Manuel gobernar como si se tratara de un principado autónomo, por lo que esta región sería conocida como el Despotado de la Morea o Mistrá.
Manuel consolidó su poder mediante alianzas con la República de Venecia y el Principado de Acaya, tanto para mantener a raya a los otomanos como para controlar a sus propios señores feudales. Participó incluso en una disputa sucesoria en Acaya y consiguió algunas ganancias territoriales, aunque más tarde fue atacado. En general, mantuvo buenas relaciones con sus vecinos latinos y con el papa, lo cual favoreció la estabilidad interna del Despotado.
Cuando su padre fue depuesto en 1354, su hermano Mateo Cantacuceno intentó resistir al nuevo emperador, Juan V. Juan VI ofreció el Despotado de Morea a Mateo como parte de un posible acuerdo de paz, pero eso no evitó un nuevo conflicto civil. Juan V también trató de reemplazar a Manuel con otros nobles, Miguel y Andrés Asen, pero el pueblo de Morea apoyó firmemente a Manuel y sus rivales se retiraron sin éxito.
En 1361, Mateo se unió a Manuel en Mistrá y colaboró con su gobierno, aunque nunca lo reemplazó. Incluso su padre, el ex emperador Juan VI, visitó la ciudad varias veces. Manuel gobernó exitosamente hasta su muerte en 1380. Mateo asumió brevemente el cargo, pero no deseaba continuar y aceptó retirarse cuando se reorganizó el imperio tras otra guerra civil. A Teodoro Paleólogo, hijo de Juan V, se le asignó el Despotado. Sin embargo, encontró una rebelión al llegar, liderada por Demetrio Paleólogo, hijo de Mateo, que aspiraba al trono local. La revuelta se desmoronó cuando Demetrio murió poco después. Así terminó la era de los Cantacuceno en la Morea, y los Paleólogo se convirtieron en sus últimos gobernantes.

### Gobierno bajo la Casa de Paleólogo
El gobierno de Teodoro I Paleólogo en Morea siguió el patrón de sus antecesores: aunque era parte del Imperio bizantino, el Despotado operaba de manera autónoma respecto al emperador en Constantinopla. Esto fue aún más evidente en los últimos años del emperador Juan V, aunque Teodoro fue leal a su hermano, Manuel II Paleólogo, cuando este asumió el trono. Cuando llegó a la región, Teodoro tuvo que enfrentar la rebelión de Demetrio Cantacuceno. Aunque Demetrio murió, el conflicto llevó a Teodoro a ofrecer la ciudad de Monemvasia a Venecia a cambio de ayuda. Sin embargo, los griegos de la ciudad —leales a Demetrio— se negaron a entregarla, y Monemvasia permaneció bajo control bizantino.
A diferencia de Manuel, que buscaba la paz, Teodoro fue más activo tanto en diplomacia como en guerra. En ese momento, el debilitado Principado de Acaya estaba prácticamente en manos de una compañía de mercenarios navarros. Teodoro logró arrebatarles algunas ciudades fronterizas y forjó una alianza con Nerio I Acciaioli, señor de Corinto, quien más tarde conquistó el Ducado de Atenas. En 1388, ambos tomaron Argos y Nauplia antes de que los venecianos llegaran, aunque estos últimos lograron expulsar a Nerio de Nauplia, y en 1394 Teodoro tuvo que entregar Argos a Venecia. Pero esa cesión no fue tanto por presión veneciana como por el temor a un enemigo mayor: los turcos otomanos. Tras vencer a los serbios en Kosovo en 1389, los otomanos avanzaron hacia Tesalia. En 1394, Teodoro tuvo que presentarse ante el sultán Bayezid I en Serres y rendirle vasallaje. Cuando se retiró sin permiso, un ejército otomano cruzó el istmo de Corinto y saqueó Morea en 1395, así como la devastación de Arcadia.
Luego de la incursión otomana, Teodoro atacó Corinto, entonces controlada por Carlo I Tocco, conde de Cefalonia. Al final de ese año, Carlo cedió la ciudad, y Teodoro decidió reconstruir el antiguo muro del Hexamilión para defender el istmo. Su idea era transformar el Peloponeso en una fortaleza. Sin embargo, en 1396, un ejército otomano de cincuenta mil hombres atravesó la muralla y saqueó la región.
En un acto desesperado, Teodoro vendió Corinto a los caballeros hospitalarios en 1400 para que defendieran la península. Pero estos pronto exigieron más territorios, como Kalávrita y Mistra. Teodoro aceptó ceder Kalávrita, pero cuando los hospitalarios intentaron tomar Mistra, sus representantes fueron atacados por los ciudadanos. En 1404, un nuevo tratado —negociado principalmente por el emperador Manuel II— les otorgó la ciudad de Salona a cambio de que devolvieran Corinto, Kalávrita y sus reclamaciones sobre Mistra. Teodoro, ya enfermo, moriría tres años después.
Manuel II había preparado la sucesión: envió a su hijo segundo, Teodoro II Paleólogo, a vivir en Mistra, para que tomara el poder tras la muerte de su tío. En 1408, el propio emperador viajó a la región para asegurarse de que todo funcionaba bien y que los nobles locales apoyaban el dominio bizantino. Aunque Teodoro era aún un niño, el Imperio otomano atravesaba una guerra civil tras su derrota frente a Tamerlán en la batalla de Ankara en 1402. El nuevo sultán otomano, Mehmed I, respetaba mucho a Manuel II, lo que permitió una tregua de casi veinte años.
En 1415, Manuel viajó nuevamente a Morea para nombrar oficialmente a Teodoro II como déspota, ya en edad de gobernar. También ordenó la reconstrucción de una muralla más fuerte en el istmo. Para financiarla, impuso impuestos a los aristócratas, quienes se rebelaron, aunque fueron rápidamente reprimidos. Ese mismo año, Centurión II Zaccaria, príncipe de Acaya, acudió a Mistrá para rendir vasallaje al Imperio. Durante su gobierno, la corte de Teodoro fue un centro de cultura y aprendizaje. Se le consideraba un gran matemático, y Mistrá atrajo a numerosos intelectuales del mundo griego. Aunque el fin del Imperio se acercaba, la ciudad brilló como un foco de filosofía y estudios religiosos, apoyados por Teodoro y su esposa Cleofé Malatesta.
En 1423, la paz con los otomanos terminó cuando Juan VIII Paleólogo apoyó a un pretendiente al trono otomano. La defensa del muro del Hexamilión fue insuficiente y los turcos volvieron a invadir el Peloponeso. Mientras tanto, los pequeños estados griegos seguían enfrentándose entre sí. Hubo enfrentamientos entre Teodoro y Centurión II, y el Ducado de Atenas trató de tomar Corinto entre 1423 y 1424. El mayor peligro vino de Carlo I Tocco, quien dominaba Epiro. En 1421, compró la ciudad de Glarentza y subordinó a Acaya, atacando la Morea. Juan VIII tuvo que intervenir personalmente, y en 1426 la armada bizantina venció decisivamente a Carlo.
Para 1427, solo quedaban Constantinopla y el Peloponeso como territorios bizantinos. Por ello, el emperador dividió Morea entre sus tres hermanos: Teodoro quedó en Mistra; Constantino recibió Glarentza, el norte y la península de Mani; y Tomás obtuvo Kalávrita. En 1429, Constantino tomó Patras, y Tomás marchó sobre lo que quedaba del Principado de Acaya. Centurión, sin fuerzas, le ofreció la mano de su hija, entregándole casi todo el territorio. A la muerte de Centurión en 1432, Tomás tomó lo poco que quedaba.
Se reorganizó el control territorial: Constantino gobernó desde Corinto, Tomás desde Glarentza, y Teodoro siguió en Mistrá. Aunque oficialmente Teodoro tenía mayor rango, Mistrá continuó siendo el centro político y cultural. Hubo cierta tensión entre los hermanos, y en 1435 estallaron escaramuzas entre Teodoro y Constantino por la sucesión imperial. Finalmente, en 1443, Constantino fue nombrado déspota de Morea y Teodoro fue enviado a Selimbria, cerca de Constantinopla. Aunque su gobierno fue complicado, Teodoro dejó la Morea próspera al final de su mandato.

### Decadencia y caída
Apenas asumió el poder, Constantino reorganizó la administración de Morea, colocando a sus aliados como gobernadores y restaurando privilegios a la nobleza local, con el objetivo de motivarlos a colaborar en la reconstrucción del muro del Hexamilión. Aprovechando que los otomanos estaban distraídos por la cruzada de Varna, en 1444 capturó Tebas y Atenas, obligando al duque de esta última a rendirle homenaje. En 1445, avanzó aún más al norte, tomando territorio en Fócida y las montañas del Pindo, y recibiendo la sumisión de los valacos locales.
Pero en 1446 los otomanos contraatacaron en Grecia y marcharon hacia el muro del Hexamilión. A pesar de que estaba bien defendida, los cañones otomanos abrieron una brecha el 10 de diciembre de 1446. El ejército turco volvió a devastar Morea, y se dice que unos sesenta mil habitantes fueron vendidos como esclavos. Constantino y su hermano Tomás se vieron obligados a someterse al sultán, dejar la muralla destruida y pagar un tributo anual al Imperio otomano. A fines de 1448, murió el emperador Juan VIII, y Constantino fue proclamado su sucesor: el último emperador bizantino. La ceremonia no se realizó en Constantinopla, sino en Mistrá, el 6 de enero de 1449. Irónicamente, fue el pueblo de esta ciudad, y no el de la capital imperial, quien aclamó al nuevo gobernante.
Tras la marcha de Constantino, el Despotado fue dividido entre sus hermanos Tomás y Demetrio. Tomás controló el noroeste (Glarentza, Patras, y zonas previamente bajo su mando), y Demetrio el sureste (incluyendo Mistrá). Pero los hermanos no se llevaban bien, y en 1451 su disputa territorial tuvo que ser mediada por los otomanos. En 1452, mientras preparaban el asalto final a Constantinopla, el sultán Mehmed II envió un ejército que volvió a saquear la Morea. Solo se retiraron después de ser emboscados y masacrados en un desfiladero.
Finalmente, el 29 de mayo de 1453, Constantinopla cayó ante los otomanos. El emperador Constantino XI murió combatiendo, y con él terminó el Imperio bizantino Con la caída de la capital, Morea estaba sentenciada, por lo que estalló una rebelión local liderada por Juan Asen Zaccaria y Manuel Cantacuceno, con el apoyo de los albaneses. Los otomanos ayudaron a sofocar la rebelión, pero a cambio exigieron un tributo insostenible. Para empeorar la situación, los nobles griegos apelaron directamente al sultán Mehmed II para ser gobernados por él y evadir impuestos a los déspotas.
Las tensiones entre Tomás y Demetrio continuaron. En 1458, Mehmed, harto del caos, invadió nuevamente, devastando la región y obligándolos a ceder un tercio del territorio.A pesar de todo, los dos hermanos siguieron peleando entre sí, incapaces de unirse ante la amenaza común.  En 1460, Mehmed lanzó una campaña final para conquistar Morea; Mistrá cayó sin resistencia. La última ciudad en resistir fue Salmenico, que se rindió en julio de 1461. Demetrio se sometió al sultán y entró a su servicio. Tomás huyó a Occidente y vivió como pensionado del papa. Con ello, el Despotado de la Morea, último vestigio del Imperio bizantino, fue absorbido definitivamente por el Imperio otomano.

## Instituciones

### Gobierno

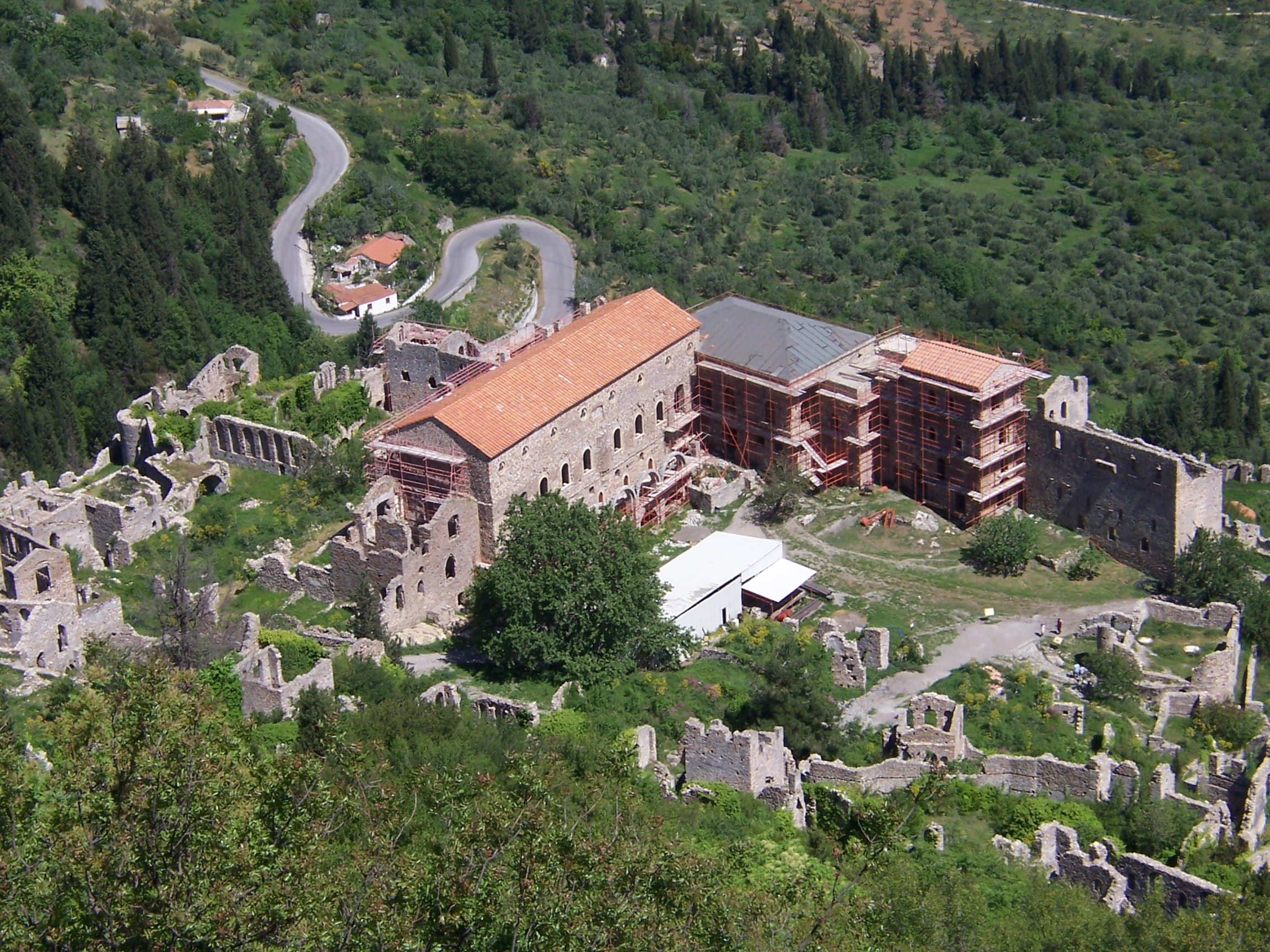
El palación de Mistrá en restauración.

El déspota fue la autoridad suprema en el Despotado de la Morea: ejercía control sobre la administración, el ejército y la justicia. Estuvo rodeado por una élite de funcionarios que ostentaban títulos imperiales otorgados desde Constantinopla. Sin embargo, no queda claro si existieron instituciones con poder efectivo que lo acompañaran en el gobierno, como lo había sido el Senado en la antigua estructura bizantina. En un texto de Isidoro de Monemvasia se mencionó la existencia de un Senado, pero todo indica que se trataba de un simple consejo de asesores. Pese a su autoridad, el déspota enfrentó limitaciones. Numerosas revueltas populares actuaron como formas de resistencia, y el historiador Zakythinos interpretó estas manifestaciones como expresiones de tendencias democráticas, en las que el pueblo le recordaba al gobernante que debía respetar ciertos principios fundamentales. Aun así, en la Morea no existieron asociaciones ciudadanas organizadas como en otras regiones del Imperio bizantino. La Iglesia también tuvo influencia en la vida política y social del despotado, aunque sin un rol claramente definido en los textos.
El entorno más cercano del déspota solía estar formado por miembros de la administración, el ejército y la nobleza de corte, más que por la nobleza terrateniente, que fue a menudo fuente de conflictos y oposiciones. De hecho, a lo largo de la historia del despotado se mantuvo una clara división entre ambas formas de nobleza. El poder se concentró en un pequeño círculo de allegados, y la administración fue muy centralizada. Muchos de los cargos y títulos bizantinos fueron perdiendo su función práctica, convirtiéndose en meras dignidades honoríficas. El título de protostrator fue uno de los más importantes, reservado a los oficiales más cercanos al déspota. Su función podía compararse con la del mariscal en Francia. En el ejército bizantino, el protostrator había sido quien comandaba la vanguardia y la caballería ligera. Con el tiempo, y por influencia latina, algunas familias —como los Frangópulos— llegaron a considerar este título como hereditario. Junto al protostrator, otras figuras destacadas en el despotado fueron los grandes estratopedarcas, encargados originalmente del armamento y el abastecimiento del ejército. Cabe destacar que varios de estos altos funcionarios sirvieron tanto al Despotado como al Imperio, en especial cuando actuaban como embajadores. En las últimas décadas del despotado, cobró relevancia la figura del mesazonte (μεσάζων), cuya función se fue aproximando cada vez más a la de un primer ministro.
En el plano local, la administración estuvo a cargo de funcionarios designados directamente por el déspota, quienes gobernaban una ciudad y sus alrededores. En localidades menores, esta función recaía en el jefe de la guarnición, que además cumplía funciones civiles. Estos gobernadores acumulaban poder civil, militar y judicial, y supervisaban la administración financiera local. Algunos pertenecían a la familia del déspota, lo que les otorgaba aún mayor influencia política. Un caso especial fue la ciudad de Monemvasia, que desde el reinado de Miguel VIII Paleólogo disfrutó de privilegios fiscales: sus habitantes estaban exentos del pago de impuestos sobre transacciones comerciales y propiedades. Los déspotas de la Morea mantuvieron estos beneficios para no perder el apoyo de esta ciudad estratégica. Así, tras la breve ocupación otomana en 1394, Teodoro I o Teodoro II Paleólogo promulgó una bula que enumeraba numerosos privilegios para los ciudadanos de Monemvasia, como la exención de trabajos forzosos o del servicio militar. Otras ciudades de la región también recibieron ciertos beneficios, aunque la documentación al respecto es mucho más escasa que la conservada sobre Monemvasia.

### Ejército y armada
Al igual que en el Imperio bizantino, el ejército fue un componente central en la historia del Despotado de la Morea, obligado a enfrentarse constantemente a enemigos diversos, ya fueran francos, otomanos o italianos. Durante los primeros años tras la reconquista parcial del Peloponeso por Miguel VIII Paleólogo, los cuerpos expedicionarios bizantinos estuvieron compuestos principalmente por mercenarios. Tal fue el caso del ejército de Constantino Paleólogo. Sin embargo, a medida que el conflicto con la Principado de Acaya se estancaba, el reclutamiento se volvió progresivamente local. Ya en 1320, una crónica mencionó una fuerza local de treinta seis mil hombres. Aunque esa cifra fue seguramente exagerada, evidenció que el despotado contaba con su propio ejército. El verdadero punto de inflexión llegó en 1355, cuando Juan VI Cantacuceno fue depuesto tras una larga guerra civil. Desde entonces, los vínculos entre el Imperio bizantino y el Peloponeso se debilitaron considerablemente hasta la década de 1380, ya que Manuel Cantacuceno, hijo de Juan VI, logró conservar el control de la provincia. A partir de entonces, el Imperio bizantino fue demasiado débil para garantizar la defensa de Morea, lo que obligó al despotado a organizar su propia defensa. Así, Teodoro I Paleólogo asumió personalmente el control de la península y no dudó en solicitar ayuda a tropas turcas. A este creciente aislamiento se sumó la colonización albanesa, que favoreció el mantenimiento de un ejército local. De hecho, los albaneses se convirtieron en reclutas ideales, ayudando a Teodoro a sofocar a la aristocracia rebelde y a combatir a los francos de Acaya. Es difícil establecer con exactitud los efectivos del ejército de Teodoro, pero según el italiano Niccolò da Martoni, que viajó por la región entre 1394 y 1395, durante el sitio de Corinto la fuerza del despotado ascendía a unos veinte mil hombres. En 1437, un autor anónimo afirmó que Morea podía levantar una caballería de cincuenta mil jinetes, sin contar la infantería. Por su parte, Giovanni Torsello mencionó un ejército de quince mil hombres en 1439, mientras que el cronista Ducas elevó la cifra hasta sesenta mil al describir la defensa del istmo de Corinto. El funcionamiento de este ejército no está del todo claro, pero es probable que se haya basado en el sistema de vasallaje, donde cada dominio debía aportar sus propios soldados.
Este modelo tenía una clara desventaja: la ausencia de un ejército permanente, debido al alto coste de mantenerlo. Esta debilidad fue duramente criticada por Pletón, quien defendía la creación de una milicia griega regular. Según Zakythinos, el ejército del despotado tuvo una organización rudimentaria y estuvo marcado por tradiciones obsoletas. El déspota fue el comandante supremo de las fuerzas armadas y en ocasiones llegó a dirigirlas personalmente, como lo hizo Constantino Paleólogo durante la defensa del Hexamilión contra los turcos en 1446. Siempre que el emperador visitaba la Morea, también tomaba el mando militar. La estrategia defensiva del despotado se limitó casi siempre a fortificar el istmo de Corinto para aislar el Peloponeso de las fuerzas otomanas. Teodoro I fue el primero en restaurar esta línea defensiva, pero recién en 1415 se reconstruyó completamente la muralla, de más de 7 kilómetros de longitud.
La erección del Hexamilión se consideró esencial para establecer un último bastión griego ante el avance otomano. Sin embargo, ya en 1423, los otomanos lo destruyeron, y no fue sino hasta 1443 que Constantino logró restaurarlo por un breve periodo de tres años, tras el cual volvió a ser destruido. La aparente ineficacia de esta muralla se debió, en parte, a la inacción del ejército moréota, que ni siquiera respondió durante la primera destrucción del muro en 1423. En 1446, incluso se sospechó que una traición por parte de los albaneses contribuyó a la victoria otomana.
En cuanto a la marina del despotado, esta fue prácticamente inexistente, al igual que la flota bizantina en esa época. Solo hay dos episodios documentados que mencionan una fuerza naval. El primero fue cuando Manuel Cantacuceno intentó crear una flota para defender la costa de los piratas turcos, pero exigió una contribución financiera tan elevada que provocó una rebelión popular que casi lo derrocó. El segundo episodio fue la batalla de las islas Equínadas en 1427, entre el Imperio bizantino y Carlo I Tocco. Este último amenazaba el despotado desde su capital en Glarentza, pero el emperador Juan VIII Paleólogo, que acudió en persona, sitió la ciudad. En esa ocasión, la flota de Tocco fue derrotada por la flota griega dirigida por Leontario.